# Tongoloa gracilis
Tongoloa gracilis är en flockblommig växtart som beskrevs av H.Wolff. Tongoloa gracilis ingår i släktet Tongoloa och familjen flockblommiga växter. Inga underarter finns listade i Catalogue of Life.